# Estandarte real
Un Estandarte real es aquel tipo de estandarte que representa a un monarca y que normalmente es izado en sus residencias, vehículos, embarcaciones militares y empleado en actos castrenses. Dependiendo de cada casa real, el estandarte real es siempre el mismo y representa el cargo de monarca, sea quien sea el que lo ostente, o bien es diferente para cada miembro de la familia, por lo que los diferentes estandartes se pueden considerar banderas personales.

## Lista de estandartes
- Estandarte Real del Reino Unido
  - Estandarte Real de Escocia
  - Estandarte Real de Gales
- Estandarte Real de los Países Bajos
- Estandarte Real de Suecia
- Estandarte Real de Noruega
- Estandarte Real de España
- Estandarte Real de Bélgica
- Estandarte Real de Tailandia